# علی‌اکبر جلیلوند رضائی
علی‌اکبر جلیلوند رضائی (۱۳۰۵ خ - ۱۳۷۴خ) سناتور و نماینده مجلس شورای ملی و از مالکان بزرگ تویسرکان و اهل روستای سهام آباد بود.
پدرش حاج جعفرقلی خان سهام‌الدوله از خوانین مالکان بزرگ تویسرکان بود که والی فارس و بنادر و سپس حاکم تهران شد. پدر بزرگش حاج قنبرعلی خان سعدالدوله بود که حاج میرزا آقاسی او را به حکومت تویسرکان و نهاوند و ملایر گمارد و در دوران ناصرالدین شاه مقام سفارت و وزارت و حکومت یافت. مدرسه معروف قنبرعلی (سعدیه) در کنار امامزاده یحیی تهران از ساخته‌های اوست و در تاریخ نوشته‌اند که نزدیک پنجاه سال حفظ مرزهای غربی و حتی حفظ ارتباط در مرزهای شرق با افغانستان به عهده او بود.
پس از آن‌که رضا شاه به سلطنت رسید، جعفرقلی خان سهام‌الدوله از حاج شیخ عبداکریم حائری‏ بنیانگذار حوزه علمیه قم خواست که وصی فرزندان صغیرش شود و چون حاج شیخ نپذیرفت، مشیرالدوله و مؤتمن‌الملک را وصی خود کرد. سهام‌الدوله ثلث املاک خود را به تأسیس حوزه و بیمارستانی در قم اختصاص داد. شوخی «مگر بادمجان سهام‌الدوله رسیده» هنوز در قم رایج است. بیمارستان سعدیه در روستای چال طرخان شهر ری هنوز از محل درآمد املاک موقوفه سهام‌الدوله اداره می‌شود.
علی‌اکبر جلیلوند سه ساله بود که پدرش را از دست داد و مؤتمن‌الملک پیرنیا سرپرستی‌اش را به عهده گرفت. تحصیلات ابتدائی را در ملایر و تحصیلات متوسطه را در تهران در مدرسه البرز گذراند و از دانشکده حقوق و علوم سیاسی دانشگاه تهران لیسانس گرفت اما شغلی نپذیرفت و به رسیدگی به املاک موروثی‌اش پرداخت. گاه در تهران و گاه در اروپا و آمریکا زندگی می‌کرد.
در انتخابات دوره هجدهم مجلس شورای ملی که از پنجم تا هفتم بهمن ۱۳۳۲ برگزار شد، جلیلوند به نمایندگی ملایر، نهاوند و تویسرکان رسید و کرسی خود را در دو دوره بعد نیز حفظ کرد. در سال ۱۳۵۴ سناتور انتخابی همدان شد (دوره هفتم).
از جلیلوند به عنوان مردی دانشمند و مطلع و کتابخوان یاد می‌شود که کتابخانه معتبری برای خود تدارک دیده بود. در خانه‌اش به روی همه باز بود و سفره گسترده‌ای داشت. نویسندگان و شعرا در خانه‌اش گرد می‌آمدند. هنگامی که درگذشت، فرزندی نداشت و اموالش را در زمان حیات به دو برادرزاده‌اش انتقال داده بود.